# マーガレット・マーヒー
マーガレット・マーヒー（Margaret Mahy，ONZ，1936年3月21日 - 2012年7月23日）は、ニュージーランドのファンタジー作家、児童文学作家。ニュージーランド北島のワカタネ生まれ。メイヒー、マヘイの表記もあり。

## 人物
オークランド大学（1952年–1954年）、カンタベリー大学（1955年）を卒業。司書としてニュージーランド各地の図書館に勤務したのち、クライストチャーチ市図書館の児童書担当となる。1969年「はらっぱにライオンがいるよ」（A Lion in the Meadow）でデビュー。
作風は絵本、幼年向け童話、ヤングアダルト、SF、ハイ・ファンタジーと幅広い。子どもや青年の成長（変身）や家族関係、リアルな生活感、独特の魔法（想像力を使った自然界との一体化、超自然的フィクション）の物語がその特徴である。
1991年、児童文学への貢献により、マーヒーの名前にちなんだ文学賞、マーガレット・マーヒー賞が出来る。
1993年2月6日、ニュージーランド勲章授与。
12人の地元の英雄に選ばれ、クライストチャーチ・アートセンターにブロンズ胸像を設置される。

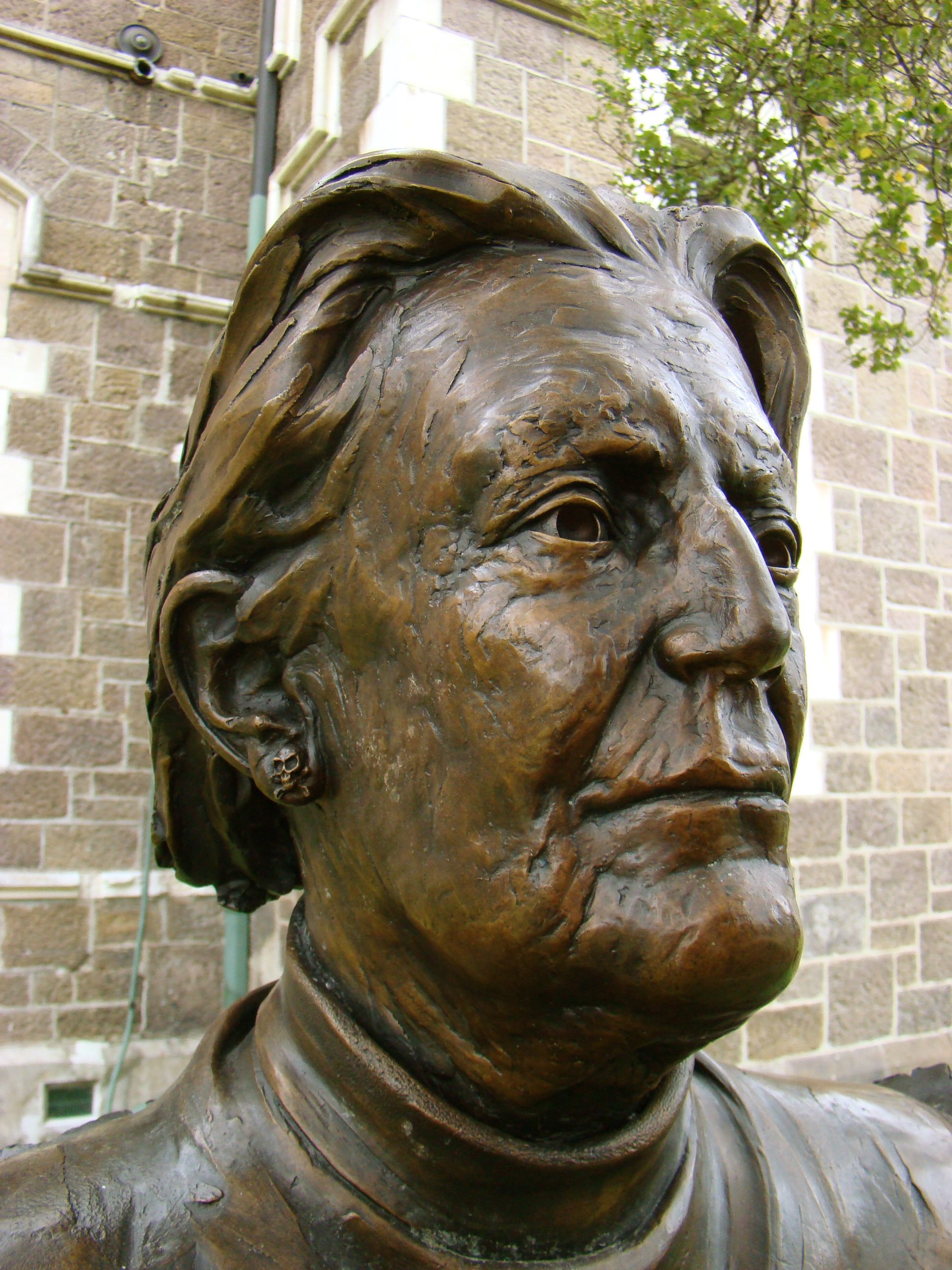
ブロンズ胸像

2006年に国際アンデルセン賞作家賞を受賞。同年、自作『マディガンのファンタジア』をドラマ化したSFファンタジー『Maddigan's Quest』（イギリスBBCでDVD化）の脚本を執筆。

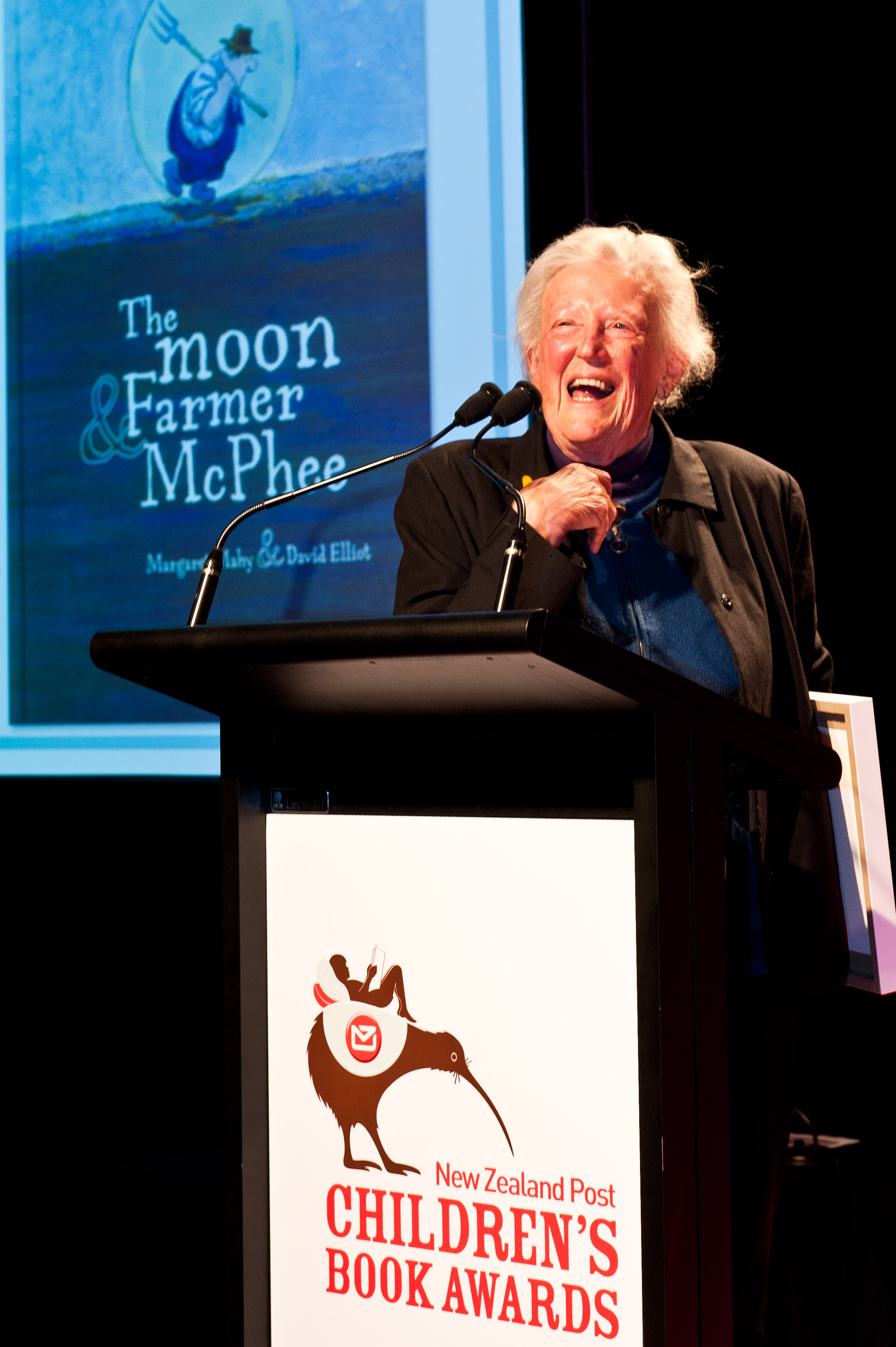
2011年 子供と若い大人のためのニュージーランドの本賞受賞

2012年7月23日、病気のためクライストチャーチで死去。76歳没。
2015年にクライストチャーチ・シティ・センターにマヒーにちなんだマーガレット・マヒー・プレイグラウンドが作られる。

## 著作リスト

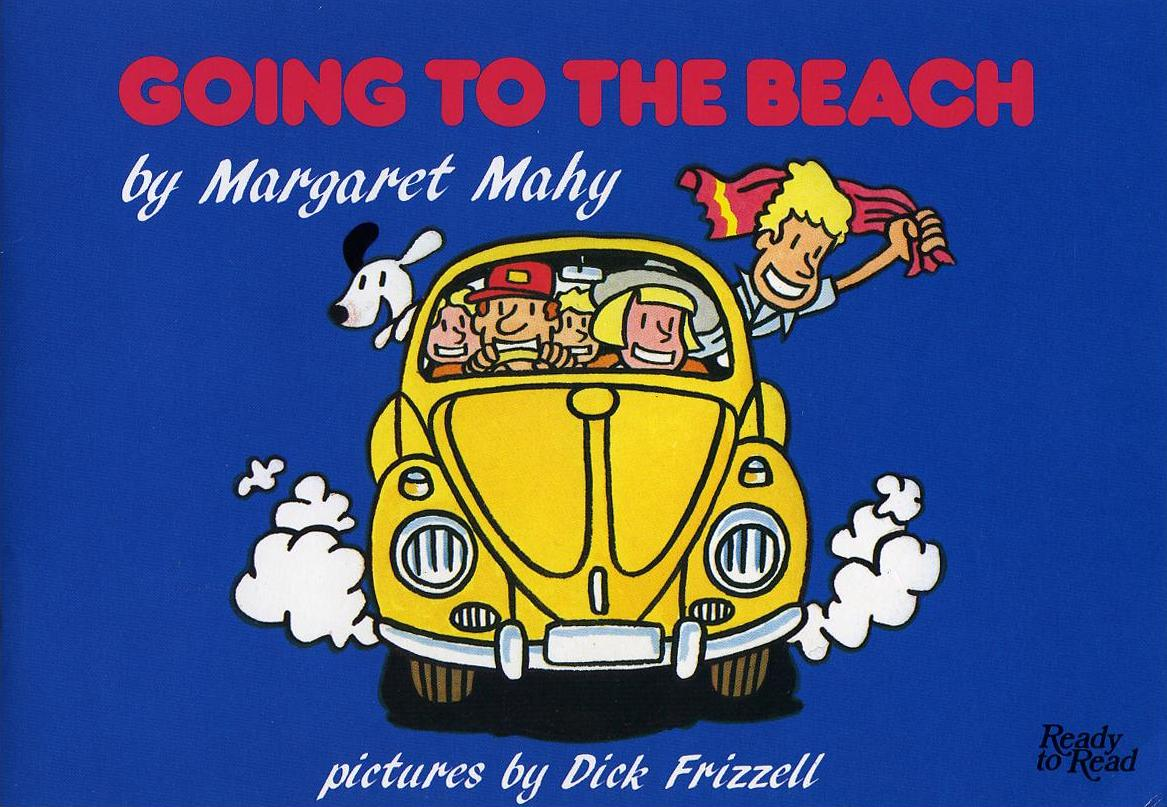
ディック・フリッツェル絵『Going to the Beach』(1985-1984)

- 『足音がやってくる』 The Haunting（英語版）(1982)(青木由紀子訳岩波書店 1989年ISBN 978-4001146080 ) ：1983年カーネギー賞受賞
- 『めざめれば魔女』 The Changeover（英語版）(1984) (清水真砂子訳　岩波少年文庫ISBN 978-4001146097 (2013年)) ：1985年カーネギー賞受賞
- 『贈りものは宇宙のカタログ』 The Catalogue of the Universe（英語版）(1985)(青木由紀子訳　岩波書店 (1992年)ISBN 978-4001155235 ) ：2005年フェニックス賞受賞
- 『クリスマスの魔術師』 The Tricksters (1986) (山田順子訳1996年、岩波書店 ISBN 978-4001156133)：1987年世界幻想文学大賞候補作品、2006年フェニックス賞オナー受賞
- 『ゆがめられた記憶』 Memory (1987)(清水真砂子訳1996年、岩波書店 ISBN 978-4001156140 ) ：2007年フェニックス賞受賞
- 『The Witch in the Cherry Tree（英語版）』(桜の木の魔女)(1974)
- The Great White Man-Eating Shark: A Cautionary Tale（英語版）(偉大な白人男性を食べるサメ：注意話)(1989)
- 『危険な空間』 Dangerous Spaces (1991)
- 『悪者は夜やってくる』 A Villain's Night Out
- 『紙人形のぼうけん』 The Five Sisters
- 『空中の王国 - 九つの愛の物語』 The Door in the Air and Other Stories
- 『地下脈系』 Underrunners
- 『ヒーローのふたつの世界』 The Other Side of Silence
- 『ロバートのふしぎなともだち』 The Boy Who Was Followed Home
- 『はらっぱにライオンがいるよ!』 A Lion in the Meadow（英語版）(1969)、ジェニー・ウィリアムズ絵、(はましまよしこ訳　偕成社1991年ISBN 978-4033274706)
- 『ドロボー家族=8人+ロボット』 Raging Robots & Unruly Uncles
- 『ジャムおじゃま』 Jam
- 『うちのペットはドラゴン』 The Dragon of an Ordinary Family(1969)ヘレン・オクセンバリー（英語版）絵(『ふしぎなドラゴン』上笙一郎 訳講談社 1972年、『うちのペットはドラゴン』こやまなおこ訳徳間書店 2000年ISBN 978-4198612030 )ケイト・グリーナウェイ賞
- 『かぼちゃおじさんとわがままつる草』 The Pumpkin Man and the Crafty Creeper
- 『海賊の大パーティ』 The Great Piratical Rumbustification
- 『魔法使いのチョコレート・ケーキ』 シャーリー ・ヒューズ（英語版）絵(石井桃子訳　福音館書店 1984年　ISBN 978-4834019995 )
  - 『たこあげ大会』
  - 『葉っぱの魔法』
  - 『遊園地』
  - 『魔法使いのチョコレート・ケーキ』 The Good Wizard of the Forest
  - 『家のなかにぼくひとり』
  - 『メリー・ゴウ・ラウンド』
  - 『鳥の子』
  - 『ミドリノハリ』
  - 『幽霊をさがす』
  - 『ニュージーランドのクリスマス』
- 『錬金術』Alchemy（英語版）(2002)
- 『マディガンのファンタジア』Maddigan`s Fantasia(2005)
- 『ポータブル・ゴースト』Portable Ghosts(2006)
- 『不完全な魔法使い』Heriot(2008)
- 『不思議な尻尾』Tale of a tail(2014) ：遺作

### フォーチュン団のなかまたち（Cousins Quartet）
- 『木の上のひみつ基地』 The Good Fortunes Gang
- 『ロリーの勇気』 A Fortunate Name
- 『テッサのお金もうけ』 A Fortune Branches Out
- 『ふしぎな暗号』 Tangled Fortunes

### フッキーウォーカーの町を舞台にした物語
- 『魔法の学校、大さわぎ - なぞのハリケーンピーク』 The Blood-and-thunder Adventure on Hurricane Peak
- 『いかさま海賊こんぐら航海記』 The Pirates' Mixed-up Voyage